# Lista de bandeiras sérvias
Esta é uma lista de bandeiras sérvias usadas no passado e no presente.

## Bandeiras atuais

### Bandeira nacional
| Bandeira | Data          | Uso              | Descrição |
| -------- | ------------- | ---------------- | --- |
|          | 2010–presente | Bandeira estatal | Tricolor horizontal de vermelho, azul e branco (cores nacionais da Sérvia) com o brasão menor à esquerda do centro |
|          | 2010–presente | Bandeira estatal | Exibição vertical                                                                                                  |
|          | 2010–presente | Bandeira civil   | Tricolor horizontal de vermelho, azul e branco (cores nacionais da Sérvia)                                         |

### Estandartes presidenciais
| Bandeira | Data          | Uso                                             | Descrição                                                |
| -------- | ------------- | ----------------------------------------------- | -------------------------------------------------------- |
|          | 2010–presente | Estandarte do Presidente da República           | Quadrado horizontal tricolor com o brasão maior na borda |
|          | 2010–presente | Estandarte do Presidente da Assembleia Nacional | Quadrado horizontal tricolor com o brasão maior          |

### Bandeiras militares
| Bandeira | Data          | Uso                                 | Descrição |
| -------- | ------------- | ----------------------------------- | --- |
|          | 2006–presente | Bandeira das Forças Armadas Sérvias | Quadrado vermelho claro com o emblema das Forças Armadas (águia sérvia em posição passiva com coroa e cruz sérvia segurando duas espadas cruzadas) e lema "Pela Liberdade e Honra da Pátria" |
|          | 2006–presente | Bandeira do Exército Sérvio         | Quadrado vermelho escuro com o emblema do Exército (águia sérvia em posição passiva com coroa e cruz sérvia segurando duas espadas cruzadas)                                                 |
|          | 2006–presente | Bandeira da Força Aérea Sérvia      | Quadrado azul claro com o emblema da Força Aérea (águia sérvia em posição ativa com coroa e cruz sérvia segurando duas espadas cruzadas)                                                     |

### Bandeiras provinciais
| Bandeira | Data          | Usar                              | Descrição |
| -------- | ------------- | --------------------------------- | --- |
|          | 2004–presente | Bandeira da Voivodina             | Tricolor horizontal de vermelho, azul e branco (com maior porção azul) e três estrelas amarelas representando Sírmia, Banato e Bačka |
|          | 2016–presente | Bandeira tradicional da Voivodina | Tricolor horizontal de vermelho, azul e branco, com o tradicional brasão ao centro                                                   |

### Bandeiras de municípios e cidades

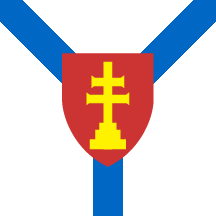
Arilje
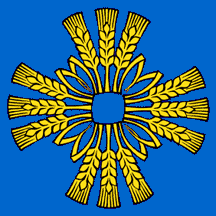
Barajevo
Belgrado
Bor
Bosilegrad
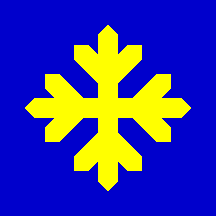
Čajetina
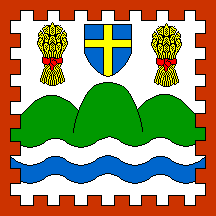
Čukarica
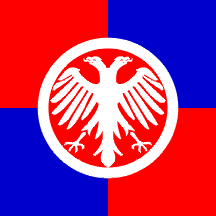
Despotovac
Golubac
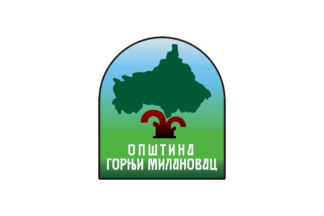
Gornji Milanovac
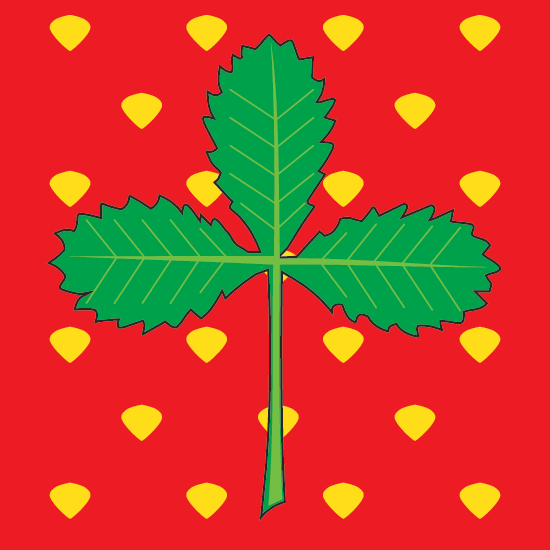
Jagodina
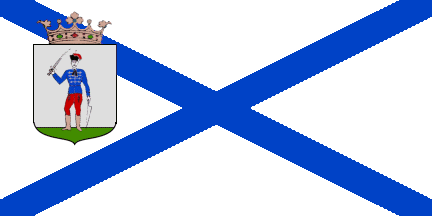
Kanjiža
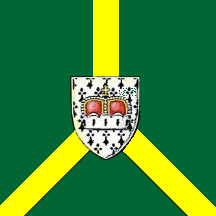
Knjaževac
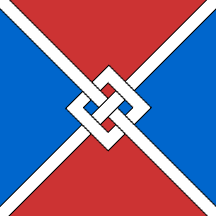
Koceljeva
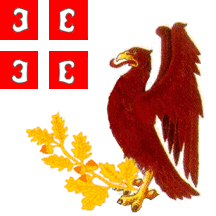
Kragujevac
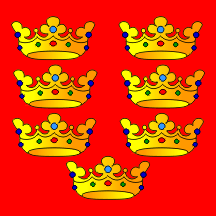
Kraljevo
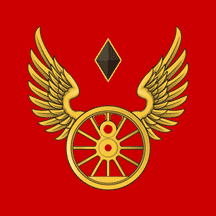
Lajkovac
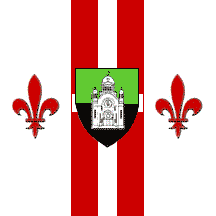
Lazarevac
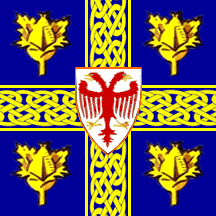
Leskovac
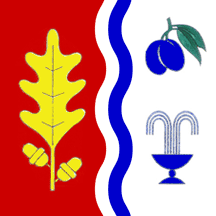
Ljig
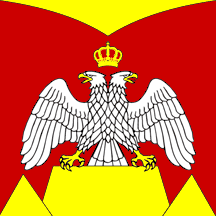
Mionica
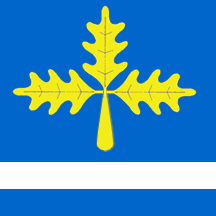
Mladenovac
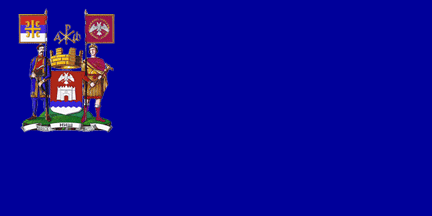
Niš
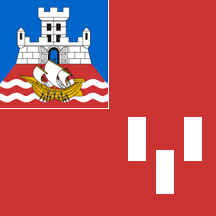
Novi Beograd
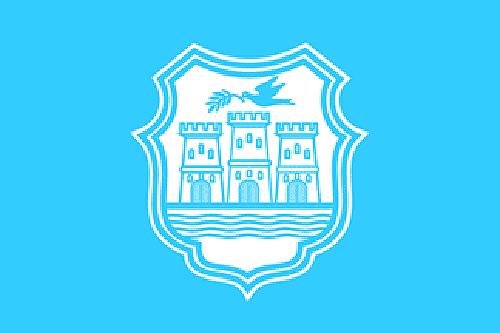
Novi Sad
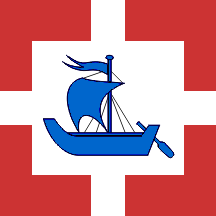
Obrenovac
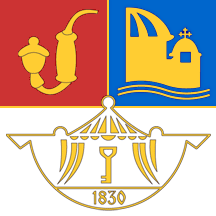
Palilula
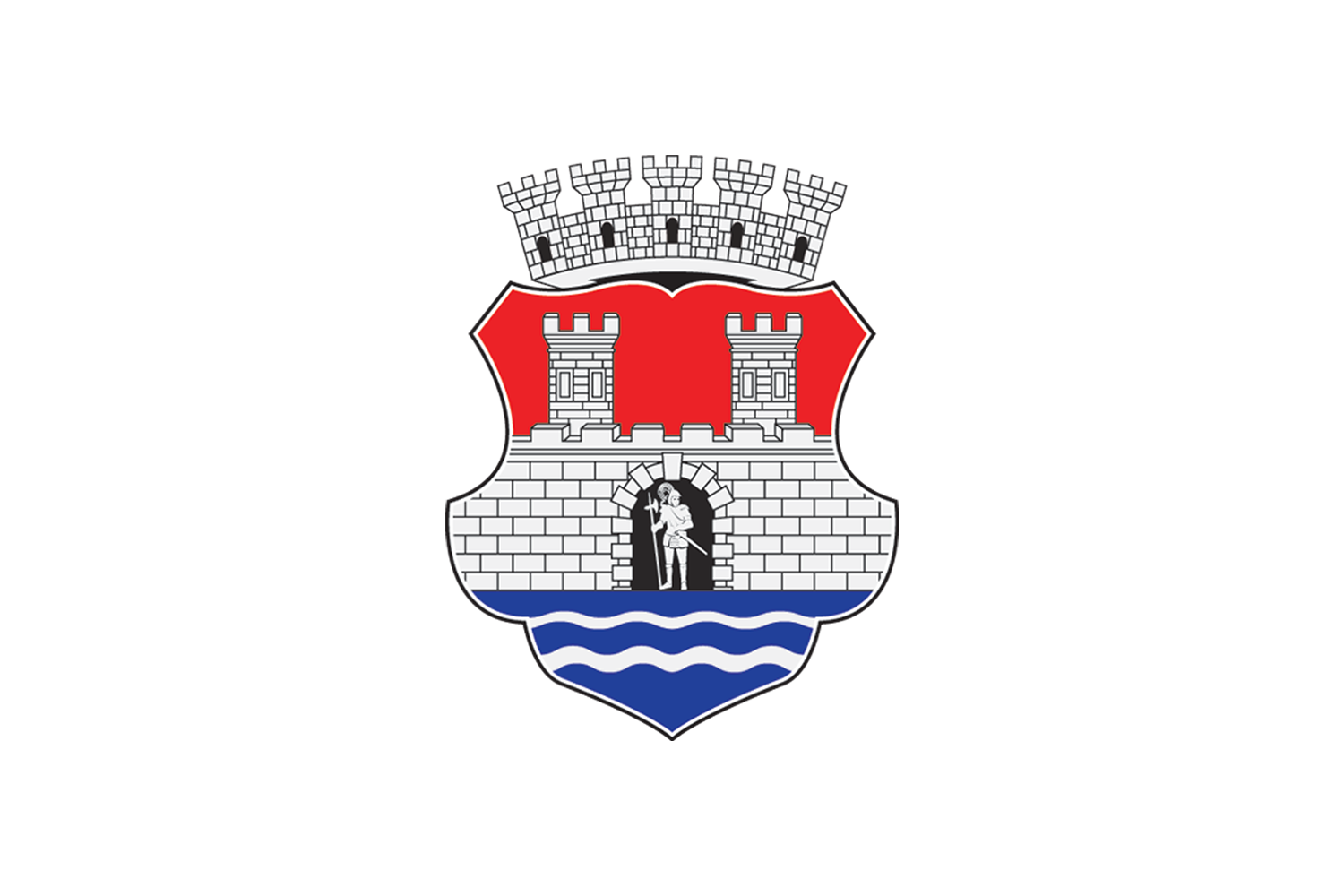
Pančevo
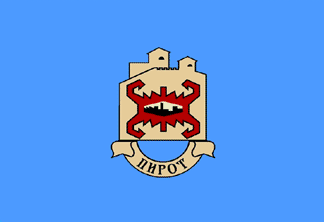
Pirot
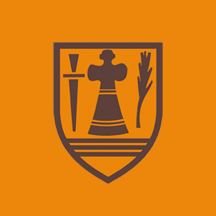
Požarevac
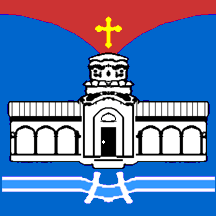
Rakovica
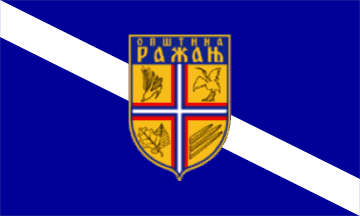
Ražanj
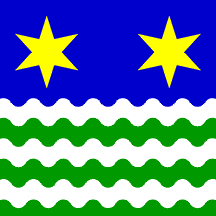
Ruma
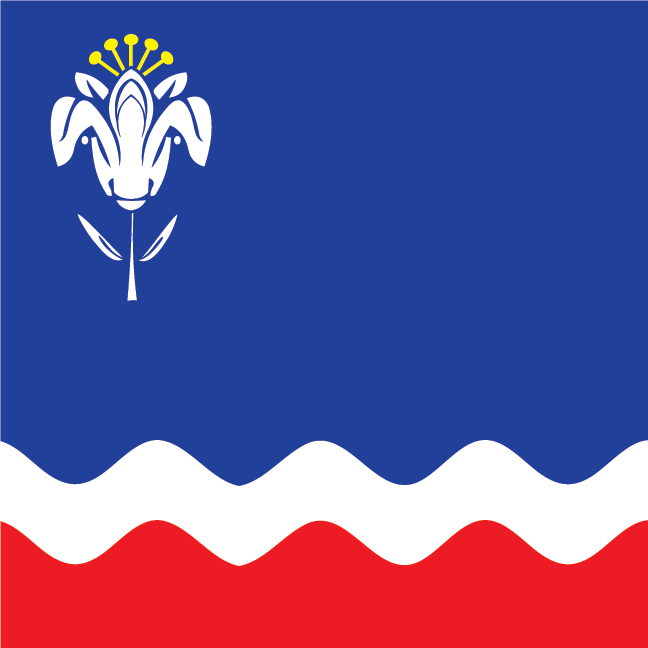
Šabac
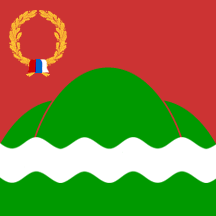
Savski Venac
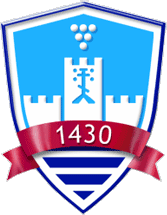
Smederevo
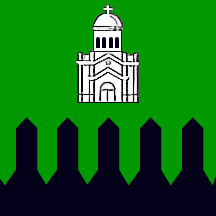
Smederevska Palanka
Stari Grad
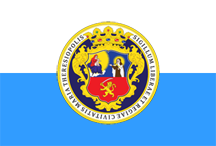
Subotica
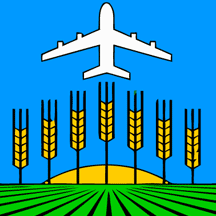
Surčin
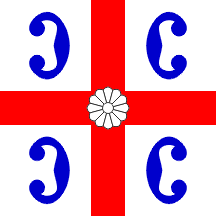
Surdulica
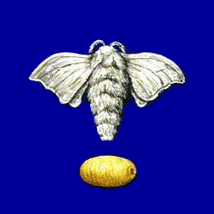
Svilajnac
Topola
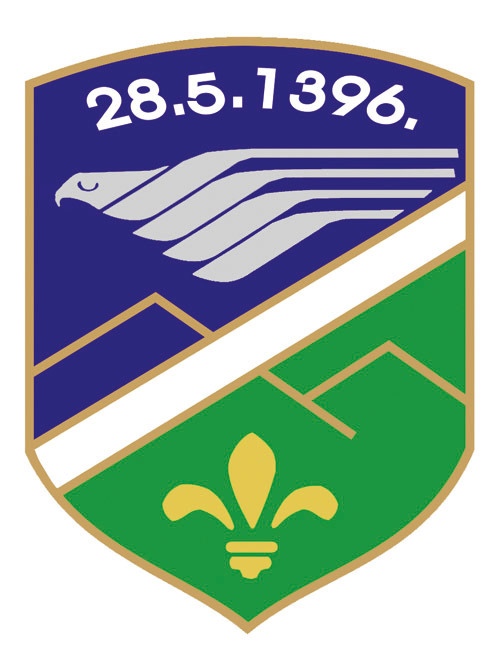
Tutin
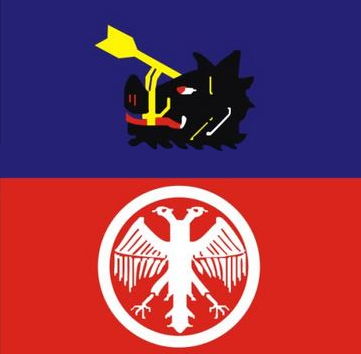
Velika Plana
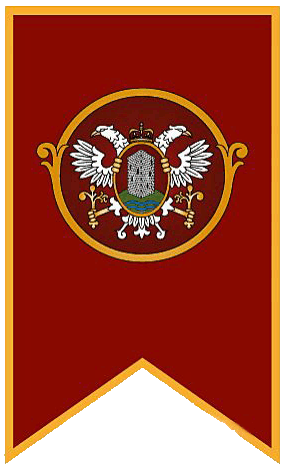
Valjevo
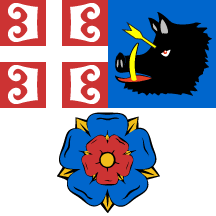
Voždovac
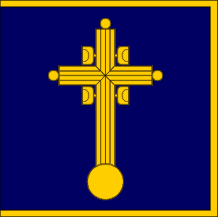
Vračar
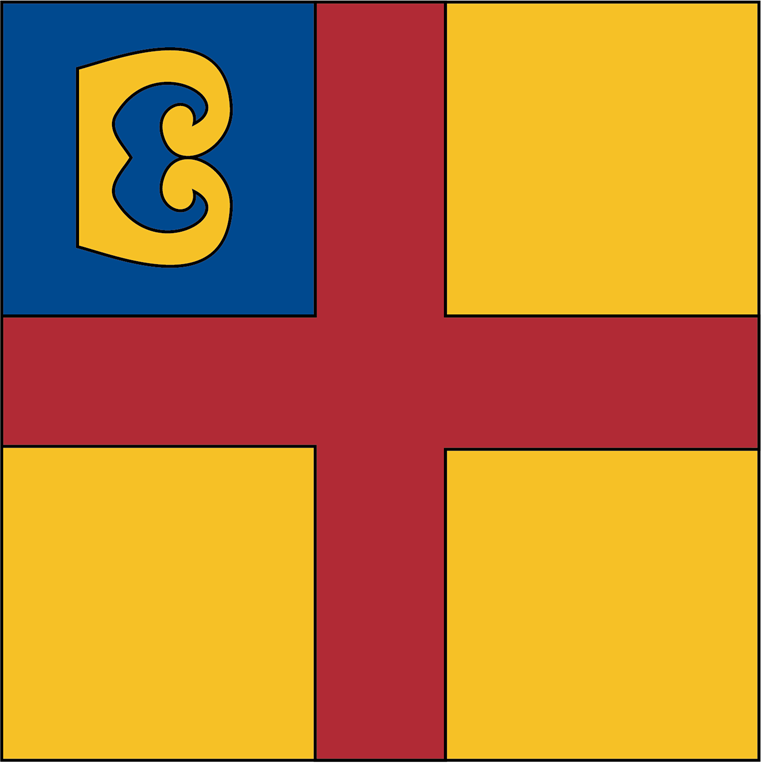
Vranje
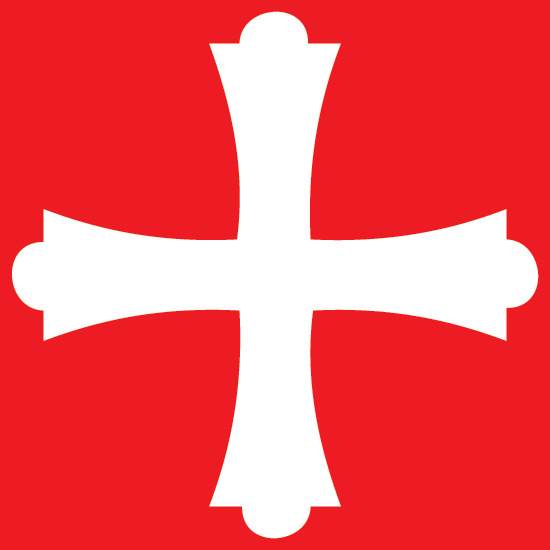
Vrnjačka Banja
Žagubica
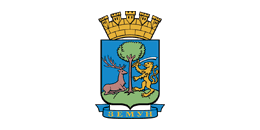
Zemun
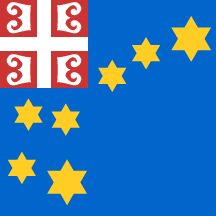
Zvezdara

## Bandeiras históricas
| Bandeira | Data       | Uso                                                                            | Descrição |
| -------- | ---------- | ------------------------------------------------------------------------------ | --- |
|          | 1835–1882  | Principado da Sérvia                                                           | Bandeira estatal (topo): tricolor horizontal de vermelho, azul e branco, com brasão no centro Bandeira civil (parte inferior): tricolor horizontal de vermelho, azul e branco                      |
|          | 1882–1918  | Reino da Sérvia                                                                | Bandeira estatal (topo): tricolor horizontal de vermelho, azul e branco, com o brasão real ao centro Bandeira civil (parte inferior): tricolor horizontal de vermelho, azul e branco               |
|          | 1945–1992  | República Socialista da Sérvia (República Socialista Federativa da Iugoslávia) | Tricolor horizontal de vermelho, azul e branco, com estrela vermelha no centro |
|          | 1992–2004  | República da Sérvia (República Federal da Iugoslávia/Sérvia e Montenegro)      | Tricolor horizontal de vermelho, azul e branco |
|          | 2004–2010* | República da Sérvia (Sérvia e Montenegro até 2006)                             | Bandeira estatal (topo): tricolor horizontal de vermelho, azul e branco, com o brasão menor à esquerda do centro. Bandeira civil (parte inferior): tricolor horizontal de vermelho, azul e branco. |

### Estandartes reais
| Bandeira | Data          | Uso                                | Descrição                                                               |
| -------- | ------------- | ---------------------------------- | ----------------------------------------------------------------------- |
|          | 1882–1918     | Estandarte do Rei da Sérvia        | Quadrado horizontal tricolor com o brasão maior na borda                |
|          | 1882–1903     | Estandarte da Casa de Obrenović    | Quadrado tricolor horizontal com o brasão menor da Casa de Obrenović    |
|          | 1903–presente | Estandarte da Casa de Karađorđević | Tricolor quadrado horizontal com o brasão menor da Casa de Karađorđević |

### Estandartes presidenciais
| Bandeira | Data      | Uso                                             | Descrição                                                |
| -------- | --------- | ----------------------------------------------- | -------------------------------------------------------- |
|          | 2004–2010 | Estandarte do Presidente da República           | Quadrado horizontal tricolor com o brasão maior na borda |
|          | 2004–2010 | Estandarte do Presidente da Assembleia Nacional | Quadrado horizontal tricolor com o brasão maior          |

### Bandeiras militares
| Bandeira | Data      | Uso                              | Descrição |
| -------- | --------- | -------------------------------- | --- |
|          | 1882–1918 | Bandeira do Exército Real Sérvio | Tricolor horizontal de vermelho, azul e branco, com brasão menor circulado e texto Com fé em Deus, pelo Rei e pela Pátria (em sérvio) |

## Bandeiras do povo sérvio em outros países

### Republika Srpska

#### Bandeiras nacionais
| Bandeira | Data          | Uso                            | Descrição                                                                                |
| -------- | ------------- | ------------------------------ | ---------------------------------------------------------------------------------------- |
|          | 1992–presente | Bandeira estatal               | Tricolor horizontal de vermelho, azul e branco; Cores nacionais sérvias                  |
|          | 2007–presente | Bandeira estatal (não oficial) | Tricolor horizontal de vermelho, azul e branco, com o selo da Republika Srpska no centro |

#### Estandartes presidenciais
| Bandeira | Data          | Uso                                   | Descrição                               |
| -------- | ------------- | ------------------------------------- | --------------------------------------- |
|          | 2007–presente | Estandarte do Presidente da República | Vermelho com o selo da Republika Srpska |

#### Bandeiras de municípios e cidades

Banja Luka
Bijeljina
Derventa
Doboj
Gradiška
Istočno Sarajevo
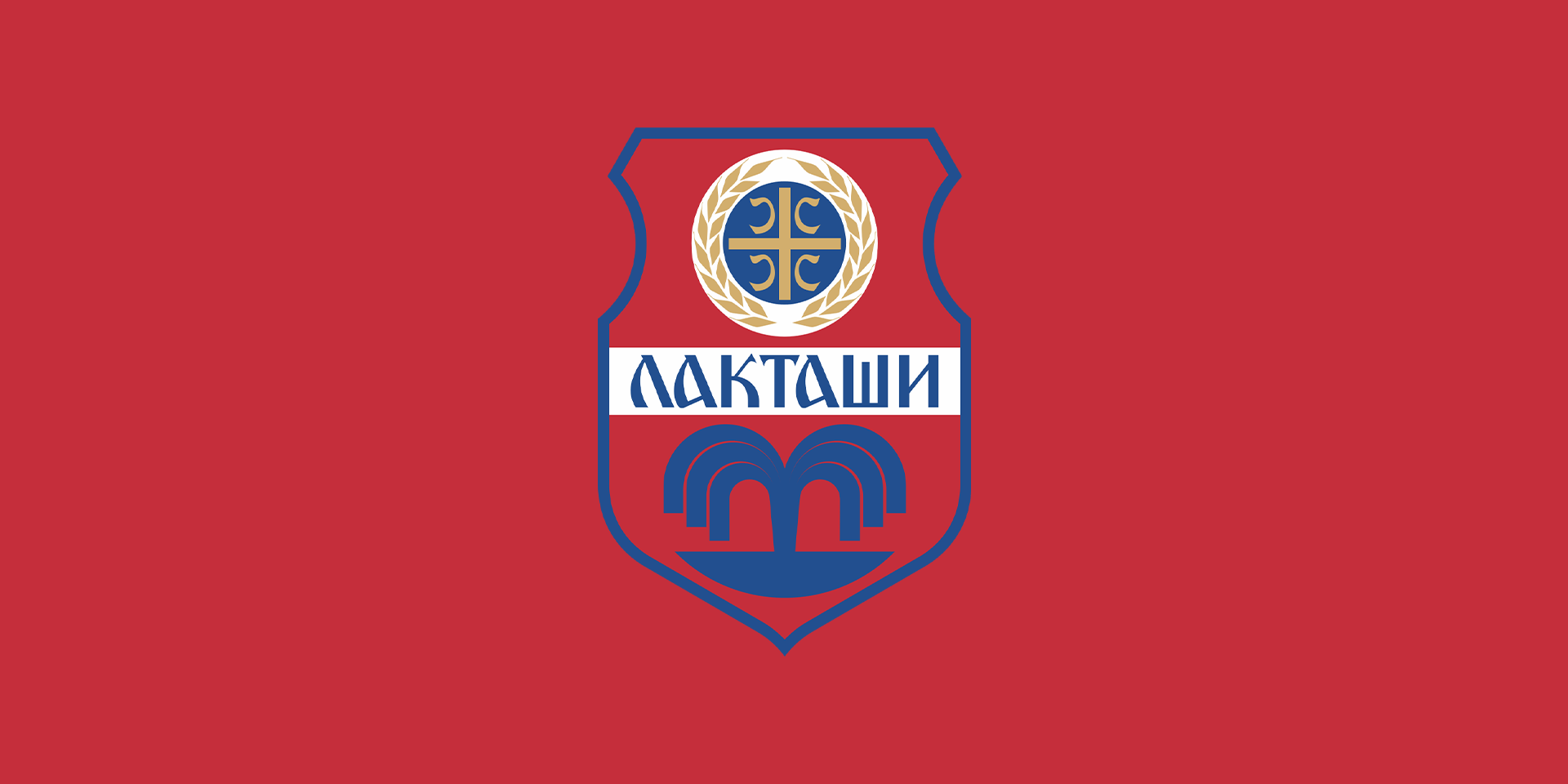
Laktaši
Mrkonjić Grad
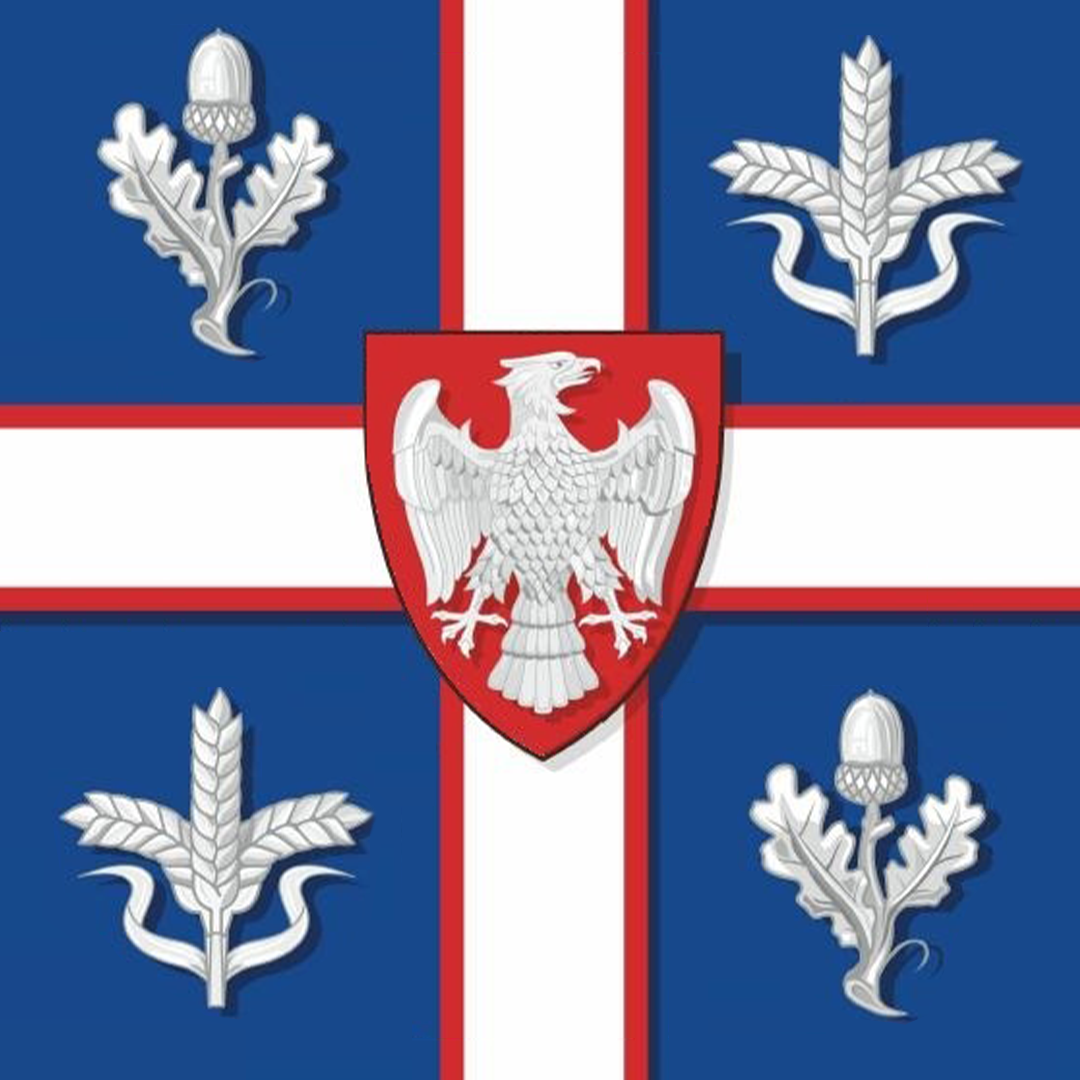
Nevesinje
Prijedor
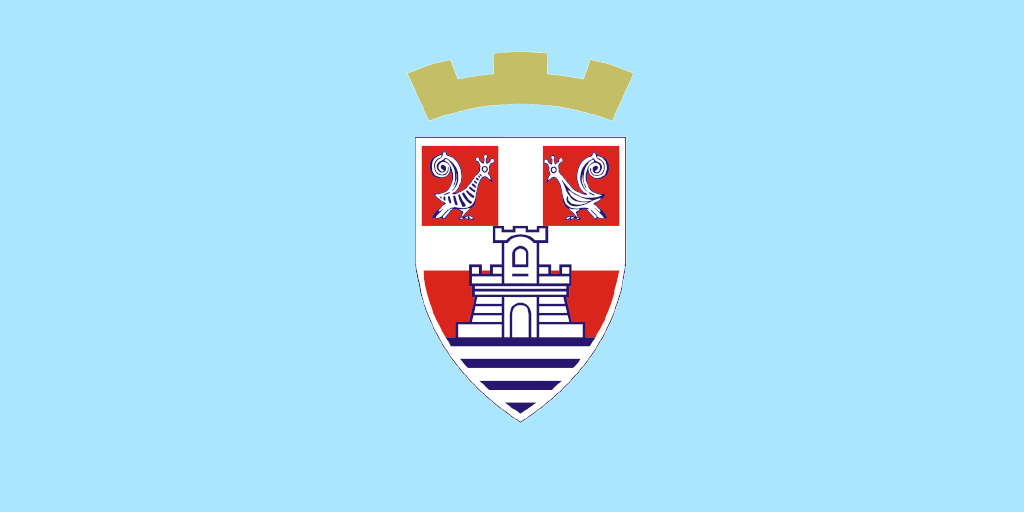
Trebinje
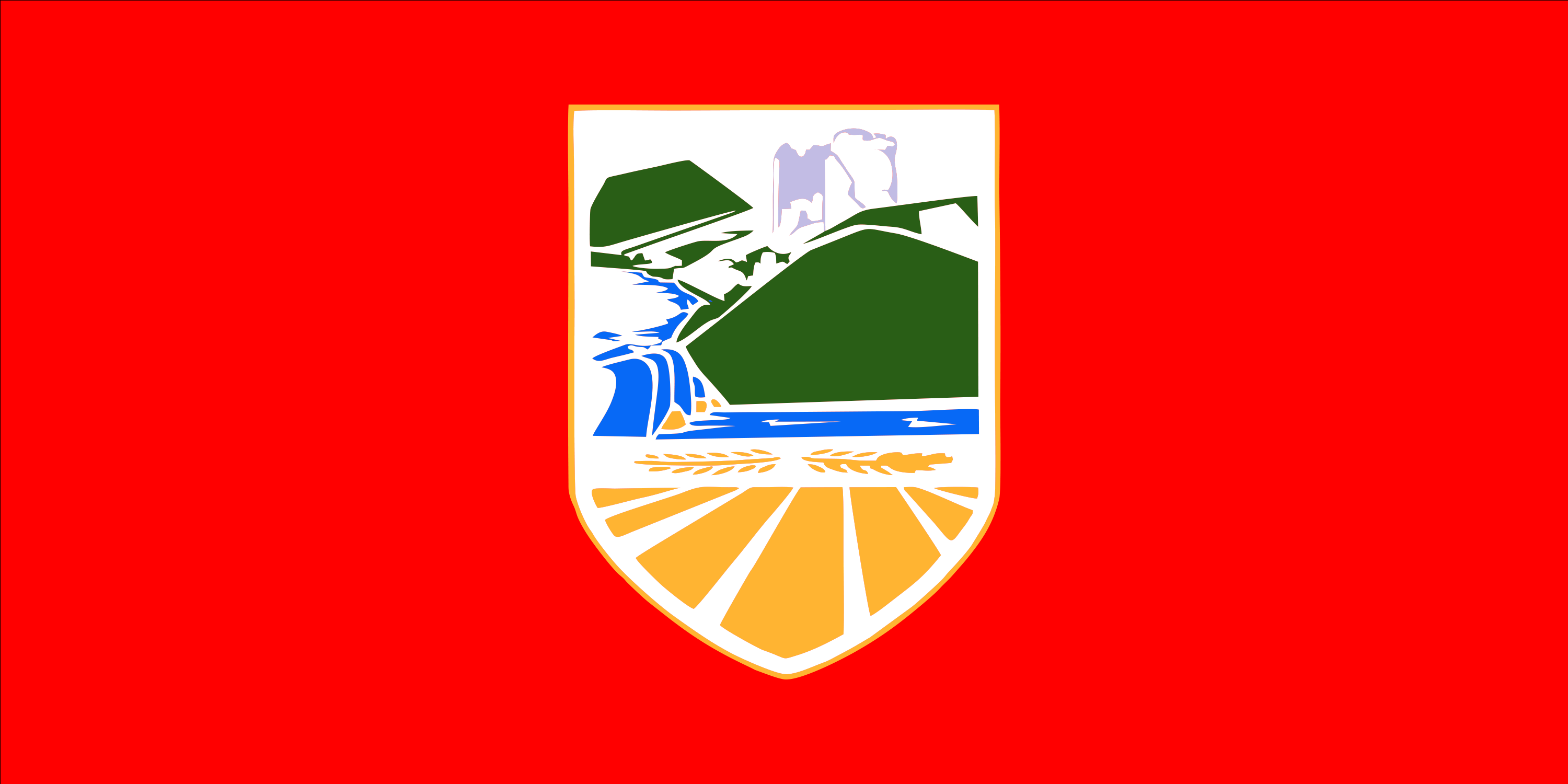
Vukosavlje
Zvornik

### Montenegro, Croácia, Macedônia do Norte e Romênia
| Bandeira | Data          | Uso | Descrição |
| -------- | ------------- | --- | --- |
|          | 2008–presente | Bandeiras dos Sérvios de Montenegro                                                                        | Parte superior: tricolor horizontal de vermelho, azul e branco com o Krstaš-barjak; bandeira do Conselho Nacional Sérvio de Montenegro. Parte inferior: tricolor horizontal de vermelho, azul e branco com o brasão de Montenegro; hoje em dia em uso em massa pelos sérvios de Montenegro. |
|          | 2005–presente | Bandeira dos Sérvios da Croácia Bandeira dos Sérvios da Macedônia do Norte Bandeira dos Sérvios da Romênia | Tricolor horizontal de vermelho, azul e branco |

## Bandeiras religiosas
| Bandeira | Data          | Uso                                | Descrição                                                               |
| -------- | ------------- | ---------------------------------- | ----------------------------------------------------------------------- |
|          | 1931–presente | Bandeira da Igreja Ortodoxa Sérvia | Tricolor horizontal de vermelho, azul e branco com cruz sérvia centrada |

## Outras bandeiras históricas
| Bandeira | Data          | Uso | Descrição |
| -------- | ------------- | --- | --- |
|          | 1995–1998     | Bandeira da Eslavônia Oriental, Baranja e Sírmia Ocidental                                                            | Tricolor horizontal de vermelho, azul e branco |
|          | 1992–1995     | Bandeira da República Sérvia de Krajina                                                                               | Tricolor horizontal de vermelho, azul e branco |
|          | 1991          | Bandeira das Regiões Autônomas Sérvias de Krajina, Eslavônia Ocidental, Eslavônia Oriental, Baranja e Síria Ocidental | Tricolor horizontal de vermelho, azul e branco |
|          | 1943–1945     | Bandeira dos Partisans Comunistas Sérvios                                                                             | Tricolor horizontal de vermelho, azul e branco, com estrela vermelha no centro. Bandeira dos Partidários Sérvios usada na Sérvia ocupada pelos alemães e em áreas do Estado Independente da Croácia onde viviam os sérvios. |
|          | 1941–1944     | Bandeira do Governo de Salvação Nacional (Sérvia ocupada pelos nazistas)                                              | Tricolor horizontal de vermelho, azul e branco |
|          | 1905–1918     | Bandeira civil do Principado de Montenegro e Reino de Montenegro                                                      | Tricolor horizontal de vermelho, azul e branco |
|          | 1905–1918     | Bandeira do estado do Principado de Montenegro e do Reino de Montenegro                                               | Tricolor horizontal de vermelho, azul e branco com o brasão de Montenegro. |
|          | 1848–1849     | Bandeira da Voivodina Sérvia                                                                                          | Tricolor horizontal de vermelho, azul e branco, com as armas imperiais austríacas dos Habsburgos e a cruz sérvia no peito da águia negra                                                                                    |
|          | 1869–1872     | Bandeira de guerra do Principado da Sérvia                                                                            | Tricolor horizontal de vermelho, azul e branco, com a cruz sérvia esculpida e três estrelas de seis pontas no topo |
|          | 1838–1869     | Bandeira de guerra do Principado da Sérvia                                                                            | Tricolor horizontal de vermelho, azul e branco, com brasão e quatro estrelas de seis pontas no canto superior esquerdo |
|          | 1835          | Bandeira do Principado da Sérvia                                                                                      | Tricolor horizontal de vermelho, branco e azul (disputado), com cruz sérvia ladeada por ramos de carvalho e oliveira, conforme Constituição de Sretenje.                                                                    |
|          | 1815          | Bandeira de guerra durante a Segunda Revolta Sérvia (Revolução Sérvia)                                                | Cruz vermelha sobre fundo branco |
|          | 1807          | Bandeira de guerra durante a Primeira Revolta Sérvia (Revolução Sérvia)                                               | Vermelho e branco com cruz, lua, sol e espada. |
|          | 1804–1813     | Bandeira de guerra durante a Primeira Revolta Sérvia (Revolução Sérvia)                                               | Vermelho e azul com espada e cruz sérvia |
|          | 1804–1813     | Bandeira de guerra durante a Primeira Revolta Sérvia (Revolução Sérvia)                                               | Fundo vermelho com dois brasões (a cruz sérvia e o javali tribal) no centro, joias da coroa sérvia na parte superior e duas bandeiras Voivode na parte inferior.                                                            |
|          | 1790–1792     | Bandeira da Sérvia ocupada pelos Habsburgos                                                                           | Bandeira usada na coroação do Imperador Leopoldo II (1790). |
|          | 1345–1355     | Bandeira da Cavalaria Imperial (Império Sérvio)                                                                       | Bandeira bicolor triangular de vermelho e amarelo. Bandeira da cavalaria imperial do imperador Stefan Dušan, mantida em Hilandar no Monte Athos.                                                                            |
|          | 1345–1355     | Bandeira do Imperador Stefan Dušan (Império Sérvio)                                                                   | Quadrado, roxo, com cruz dourada no centro. O imperador Stefan Dušan adotou o divelion dos bizantinos. |
|          | 1345–1355     | Bandeira (suposta) do imperador Stefan Dušan (Império Sérvio)                                                         | Tribanda vermelha na parte superior e inferior e branca no centro. Encontrado em Hilandar por Dimitrije Avramović, alegado pela irmandade monástica como sendo uma bandeira do imperador Dušan.                             |
|          | fl. 1339      | Bandeira do Imperador Stefan Dušan (Império Sérvio)                                                                   | Bandeira amarela com águia bicefálica vermelha. O mapa de 1339 de Angelino Dulcert incluía a bandeira do Reino Sérvio (Império Sérvio depois de 1345) sob Stefan Dušan.                                                     |
|          | fl. 1234–1243 | Bandeira (suposta) do rei Stefan Vladislav (Reino da Sérvia)                                                          | Bicolor de vermelho e azul. Listado no tesouro do Rei Stefan Vladislav em Ragusa. Bandeira sérvia descrita mais antiga. |